# Тур-хан
Тур-хан, Тур-каган, Тура-хан, или же Туран-хан — предположительно, обозначение, которое использовалось для султанов, огланов, беков и т. д. из Чингизидов, имевших право на власть в пределах монгольских улусов. Личным именем не являлось. По мнению некоторых авторов, более точно төре обозначало не царствовавших ханских сыновей и одновременно удельных владетелей, имеющих право также на ханскую власть.
Согласно тюркским преданиям, дастанам и легендам — тюркский каган, правитель Турана. Название страны «Туран» связана с его именем. Частично мог соответствовать Туру в Шехнаме, но с очень большими отличиями, в Шехнаме Тур — сын персидского царя Фаридуна, в то время как в тюркских дастанах про Тура он является тюрком. Возможно, назвав Тур-хана сыном персидского царя, Фирдовси имел цель «возвеличить» персов над тюрками. Турхан является основателем династии Турханидов, которые долгое время правили Тураном. Его потомком является Алпертунга (он же Эфрасияб). В других иранских эпосах Тур-хан — главнейший враг Ирана. Согласно некоторым, Туран-хан является исторической личностью. По некоторым мнениям, Туран-каган соответствует Тюрку, сыну Иафета, который также правил Тураном, хотя это маловероятно.